# Куда идёшь, солдат?
«Куда идёшь, солдат?» — советский фильм 1985 года снятый на киностудии «Арменфильм» режиссёром Юрием Ерзинкяном.

## Сюжет
С началом Великой Отечественной войны все шестеро мужчин рода Оганяна, простые армянские крестьяне, ушли на фронт. До Берлина дошли только двое Егиш и Дерник. Егишь возвращается в своё село в Армении, и везёт с собой удочерённую им семилетнюю Машу Павлову, дочь погибшей однополчанки.

Фильм построен как воспоминания главного героя, Егише Оганяна, который возвращается домой с русской девочкой, волею судьбы ставшей его приёмной дочерью. Внешние обстоятельства, обрывки разговоров, вопросы окружающих и дочери Марии (её очень хорошо сыграла пятилетняя Катя Григорьева), вызывают в памяти Егише картины только что окончившейся войны…— Дилоян М — Каждый третий // Комсомолец, 8 февраля 1986

## В ролях
- Азат Гаспарян — Егиш
- Екатерина Григорьева — Маша
- Рубен Мкртчян — Дереник
- Гуж Манукян — Агван
- Ашот Адамян — Унан
- Араик Манукян — Шаварш
- Ашот Геворкян — Сероб
- Татьяна Бовкалова — Нина
- Александр Аржиловский — Прохоров
- Александр Беспалый — Чурсин
- Юрий Казючиц — Волков
- Анатолий Гурьев — Громов
- Павел Кормунин — Пётр Иванович
- Галина Макарова — пожилая пассажирка
- Георгий Волков — пассажир
- Светлана Турова — женщина в поезде
- Иван Мацкевич — демобилизованный в теплушке
- Александра Зимина — женщина на станции
- Зоя Белохвостик — воспитательница детдома
- Жирайр Карапетян — отец
- Виктор Тарасов — генерал
- Юрий Ступаков — штабист
- Геннадий Гарбук — майор
- Валентин Белохвостик — майор
- Александр Рахленко — рядовой
- Пётр Юрченков — эпизод
- Александр Тимошкин — эпизод
- Карен Джанибекян — эпизод